# Bulbinella angustifolia
Bulbinella angustifolia är en grästrädsväxtart som först beskrevs av Leonard C. Cockayne och Robert Malcolm Laing, och fick sitt nu gällande namn av Lucy Beatrice Moore. Bulbinella angustifolia ingår i släktet Bulbinella och familjen grästrädsväxter. Inga underarter finns listade i Catalogue of Life.

## Bildgalleri

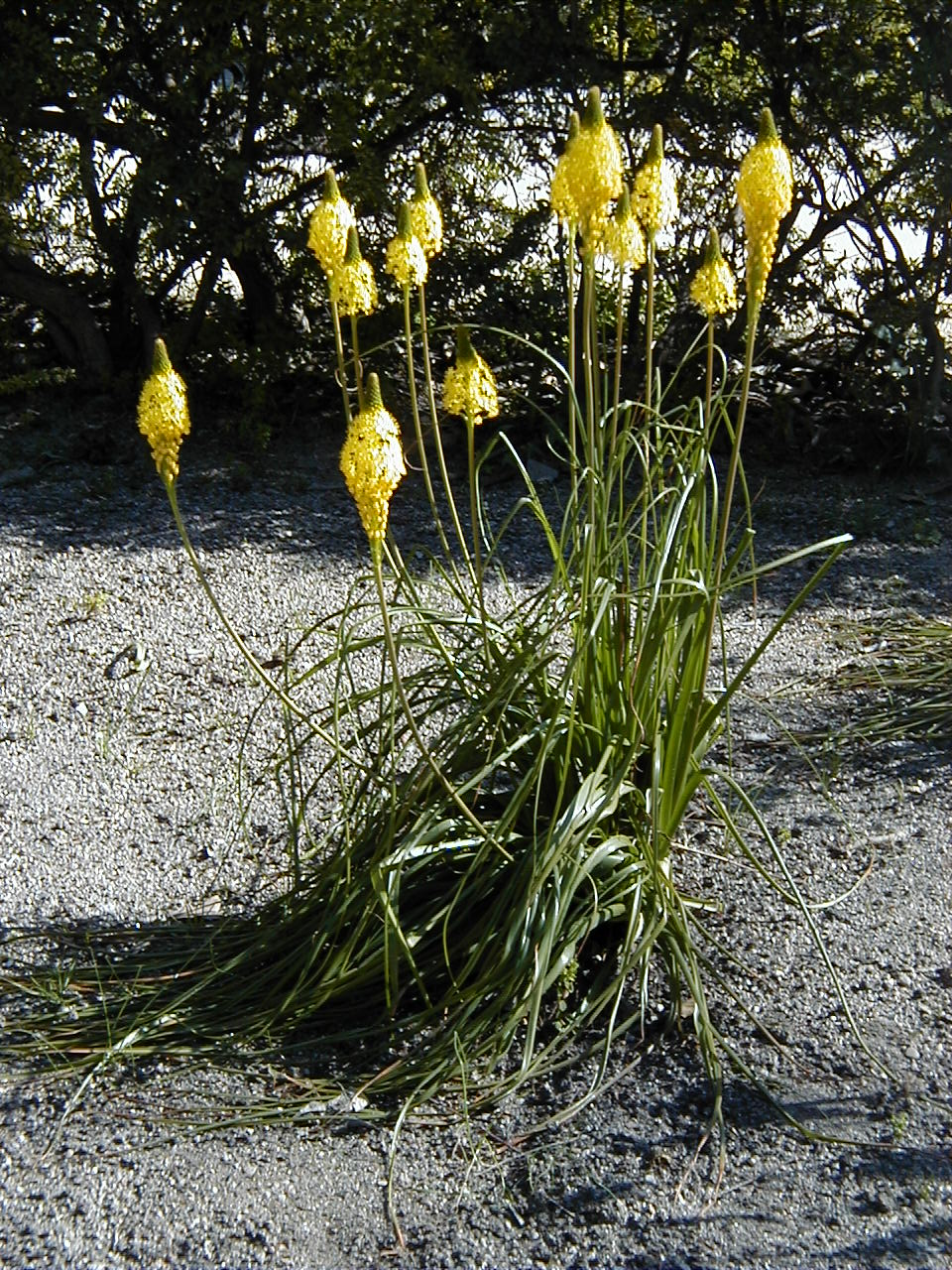
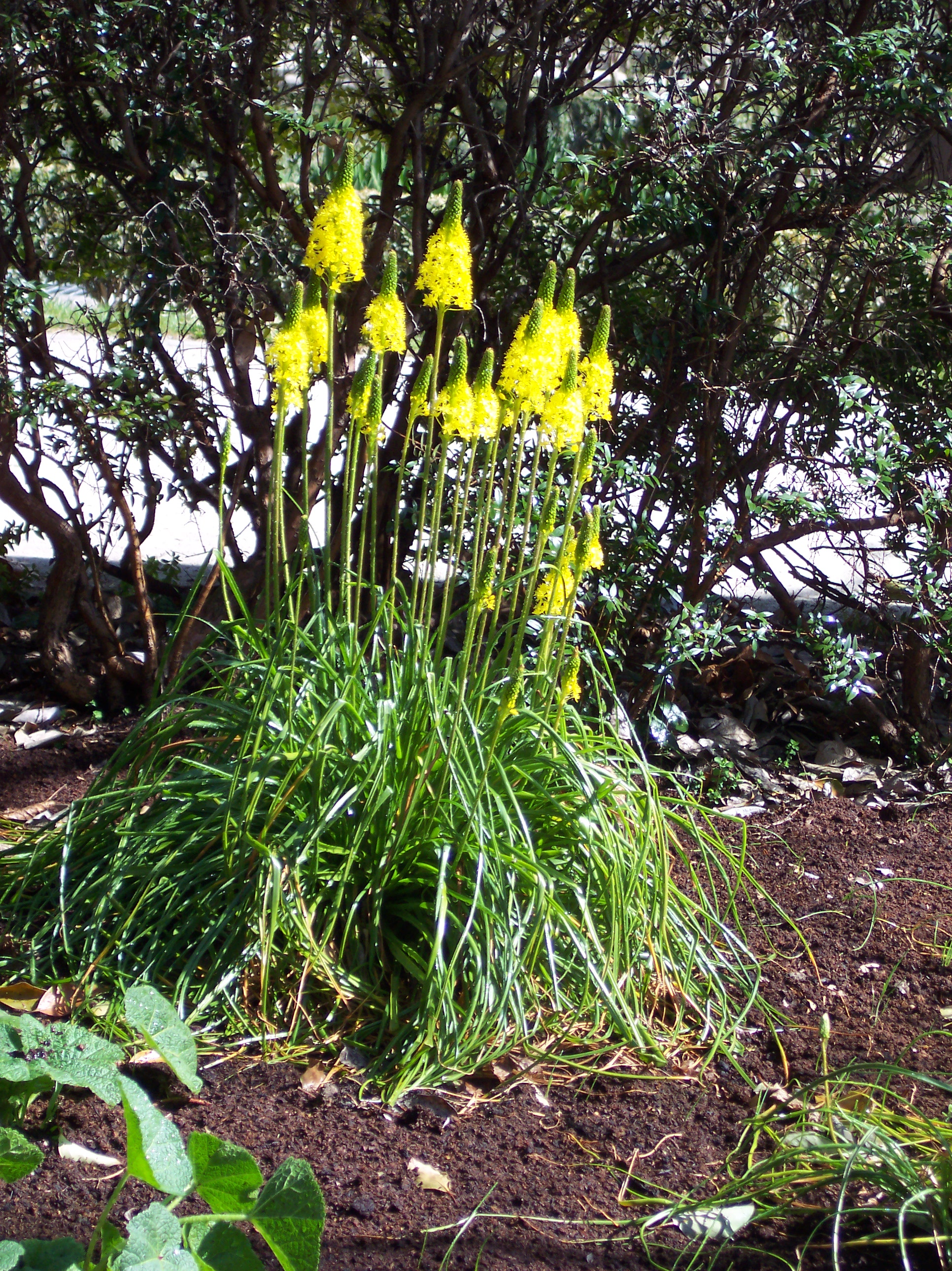